# Слепень судетский
Слепень судетский (лат. Tabanus sudeticus) — вид насекомых из семейства слепней.

## Описание
Длина тела 20 —28 мм. Глаза не имеют полосок и не покрыты волосками. У самок лобная полоска в жёлтом или сером налёте. Нижняя лобная мозоль треугольная, иногда сливается на вершине с средней лобной мозолью. У самцов глаза соприкасаются. Верхние фасетки в 5 раз больше чем нижние. Грудь оливково-коричневая. Тергиты брюшка чёрные с беловатыми треугольными пятнами посередине. По бокам от них находятся крупные коричневые пятна с нечёткими краями. Вершины церок округлые. Признаки внешнего строения самок значительно варьируют, что не позволяет их отличить по ним этот вид от бычьего слепня. Достоверно отличается только строению концевых члеников брюшка, в частности у Tabanus sudeticus базальная лопасть восьмого стернита с прямыми боковыми сторонами, а у Tabanus bovinus они вогнутые. Личинки длиной до 52 мм белой окраски, масса до 1 грамма. По бокам покровы тела гофрированы. Верхние челюсти остроконечные с зазубренным внутренним краем.

## Образ жизни
Личинки развиваются в богатой гумусом почве. По типу питания относятся к хищникам и сапрофагам. Продолжительность развития до 3 лет. Имаго летают с июня по август, самки нападают на скот, особенно на лошадей.

## Распространение
Встречается в Центральной и Южной Европе, Украине, Белоруссии, Прибалтике, европейской части России, Кавказе и Закавказье.

## Кариотип
В диплоидном наборе семь пар хромосом.

## Палеонтология
Вид известен из плиоценовых отложений в Германии, датируетмые возрастом 3,6 млн лет.